# Математическая генеалогия
Mathematics Genealogy Project (Проект «Математическая генеалогия») — это сетевая база данных, которая выдаёт академическую родословную конкретного математика, как современного, так и жившего в прошлые века. К 31 августа 2023 года в базе содержались сведения о 295 423 математиках.
Математик X считается прямым академическим потомком математика Y, если Y был научным руководителем кандидатской диссертации математика X. Для зарубежных математиков вместо кандидатской диссертации используются такие её аналоги как доктор философии (Ph.D., D.Phil.) или доктор наук (Sc.D., D.Sc., Dr.Sc.). «Математика» в рамках этого проекта понимается довольно широко и включает статистику, исследование операций, информатику, логику и (особенно в более древней части) физику. В редких исключениях в базу включаются учёные, не имевшие формально кандидатской или докторской степени — например, Лагранж.

## История
Проект работает в Интернете с 1997 года, когда его основателю Гарри Кунцу (Harry Coonce), профессору университета Миннесоты, захотелось узнать научного руководителя своего научного руководителя. В 1999 году он ушёл на пенсию, и через три года университет решил закрыть проект, что привело к его передислокации в университет Северной Дакоты в 2002 году. Начиная с 2003 года, проект осуществляется под эгидой Американского математического общества, а с 2005 года поддерживается грантом Математического института Клэя.
Проект «Математическая генеалогия» полностью бесплатен для пользователей. Кроме того, каждый желающий может пополнить его новыми данными, которые проходят проверку перед публикацией. Информация этого проекта считается наиболее надёжной в той части, которая относится к 1900—1960 годам.